# 大島空港
大島空港（おおしまくうこう、英: Oshima Airport）は、東京都大島町（伊豆大島）にある、都営の地方管理空港。愛称は東京大島かめりあ空港。

## 概要

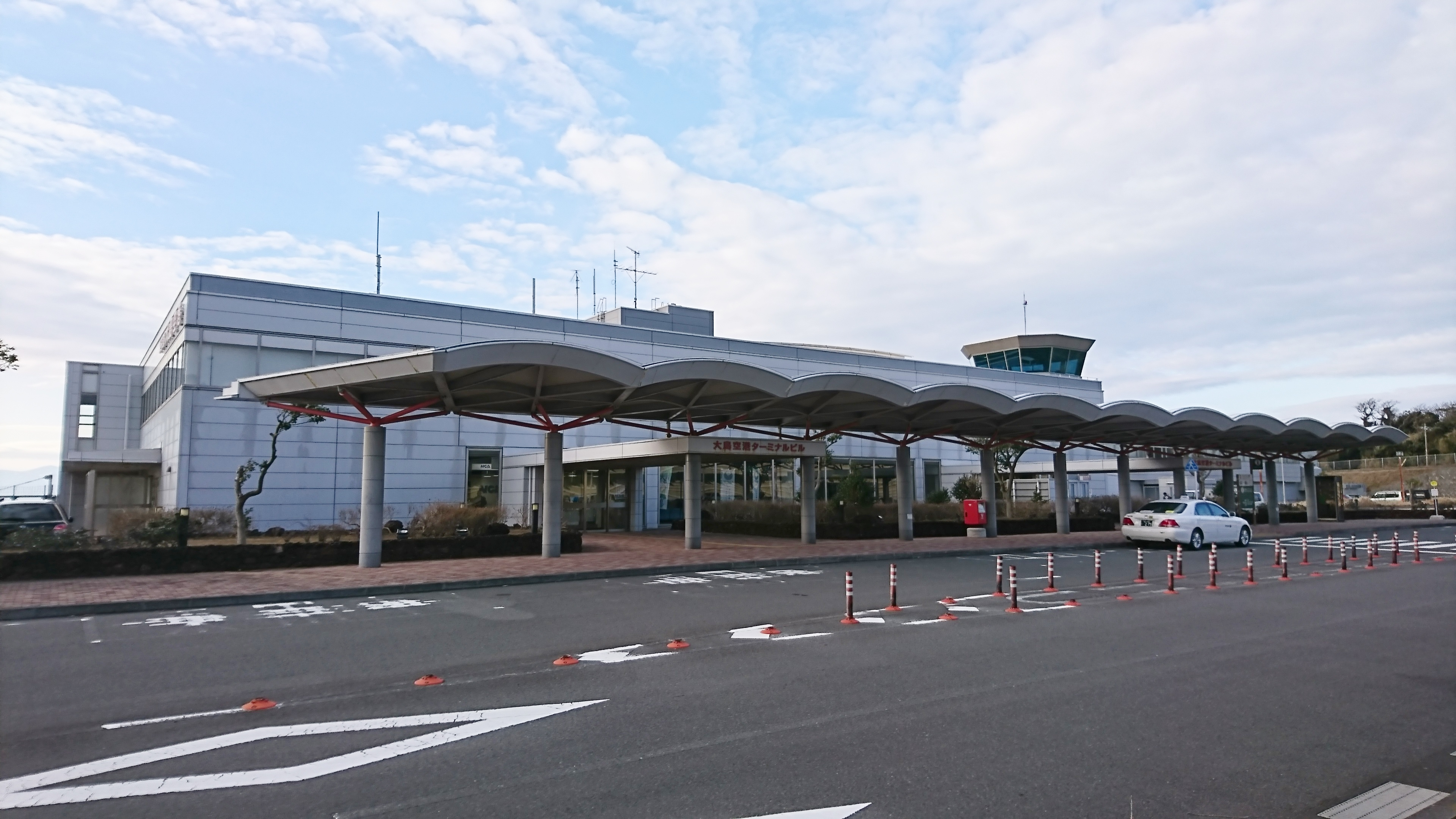
大島空港ターミナルビル外観

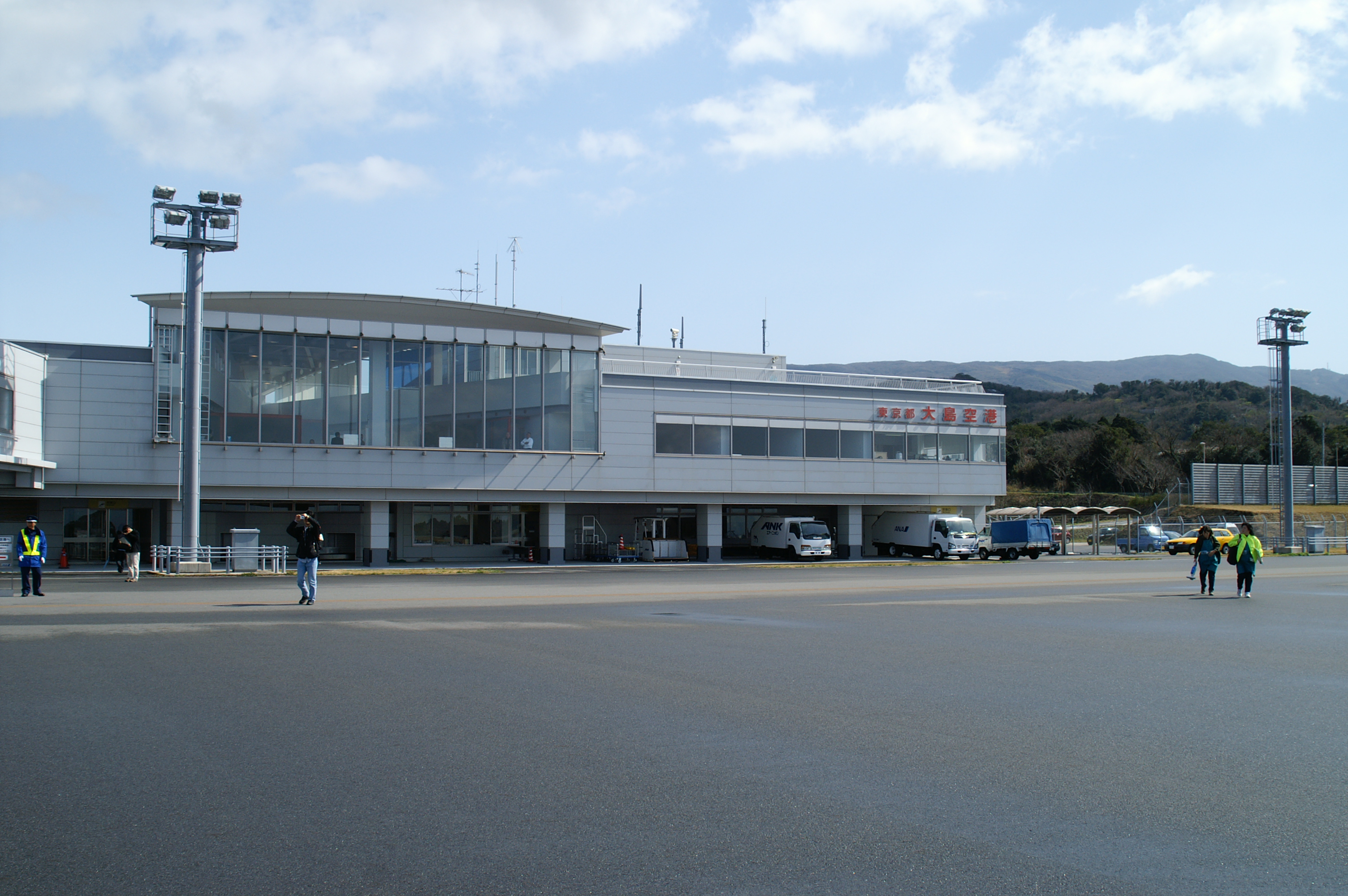
空港の管理区域側

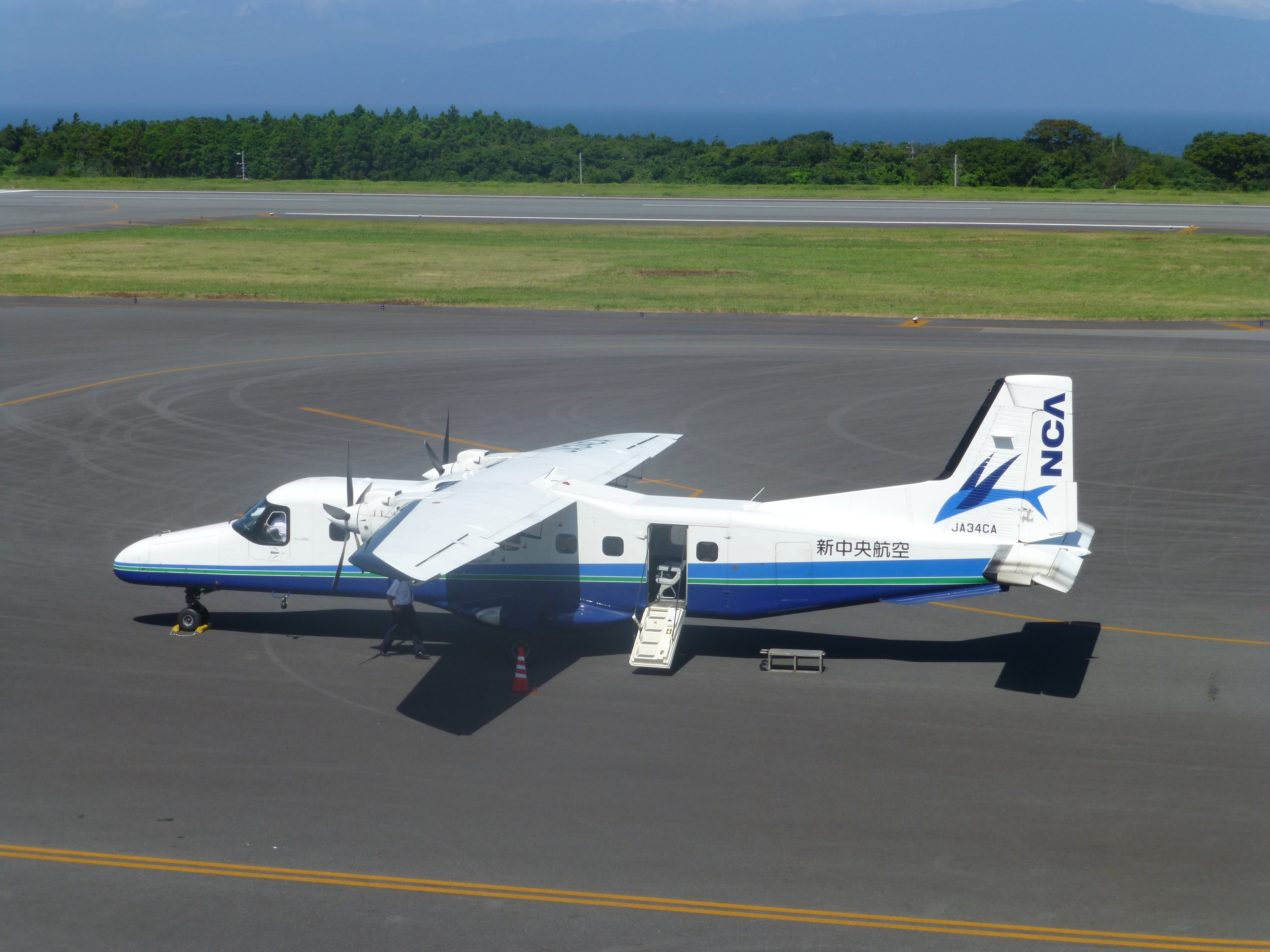
新中央航空のドルニエ Do 228NG

伊豆大島北部の元町に位置する。滑走路は小型ジェット機の離着陸にも対応している。
伊豆大島は伊豆諸島最大の島で本州に最も近く、東京都区部、神奈川県、千葉県、静岡県伊豆半島の各港と東海汽船による旅客船航路があり（観光シーズンの季節運航を含む）、空路と競合する。大島空港は2015年までは東京国際空港（羽田空港）線が存在したが、撤退している。
東京都は、調布市PA-46墜落事故（2015年）を受けて、自家用機の駐機場所として大島空港に約4億5000万円をかけて格納庫を整備して2021年6月に完成させたが、本土から遠いため、視察での利用はあるものの調布飛行場からの移転に応じた自家用機オーナーは2022年11月時点ではまだいない。

## 沿革

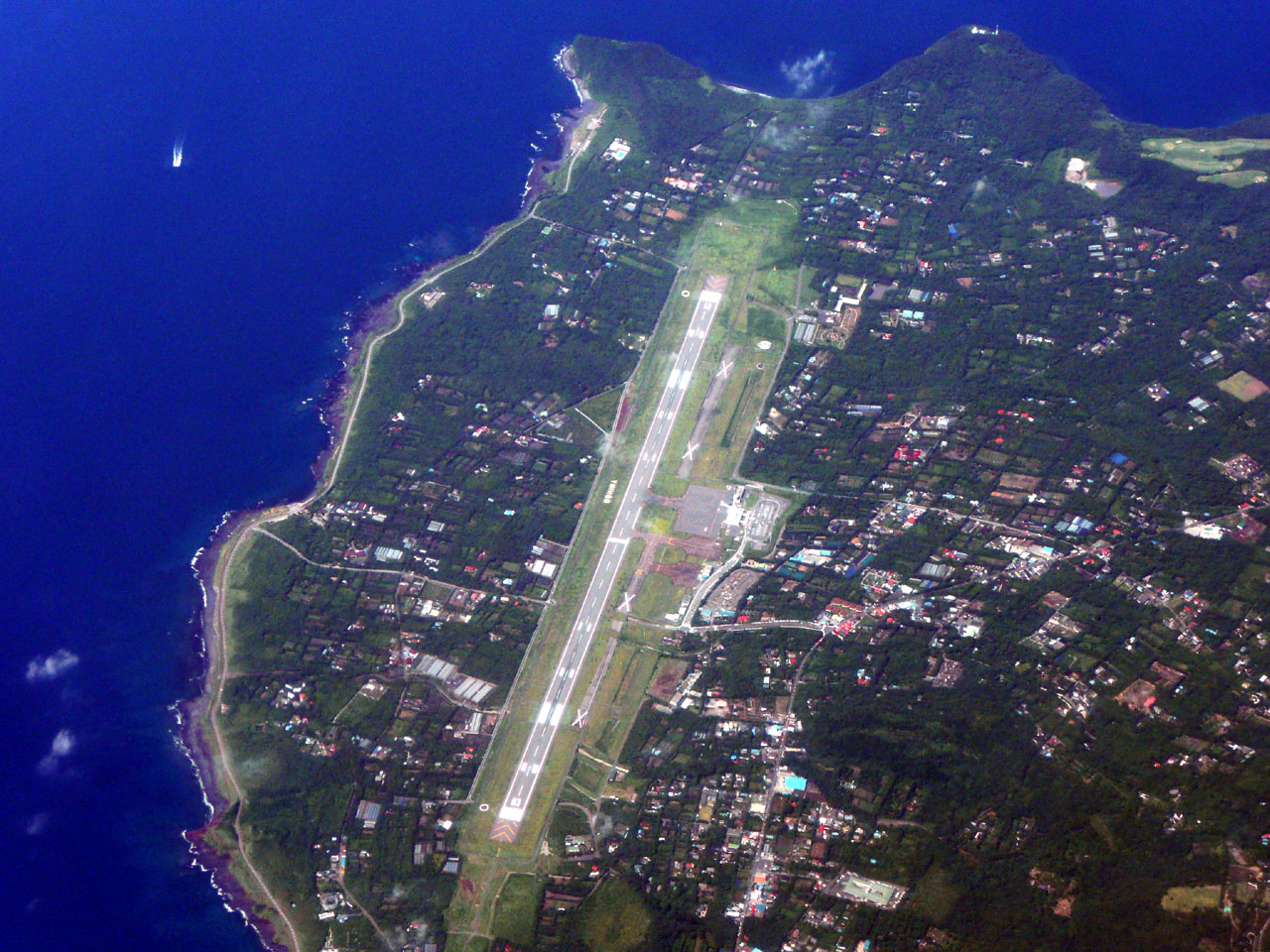
大島空港俯瞰（2009年撮影）

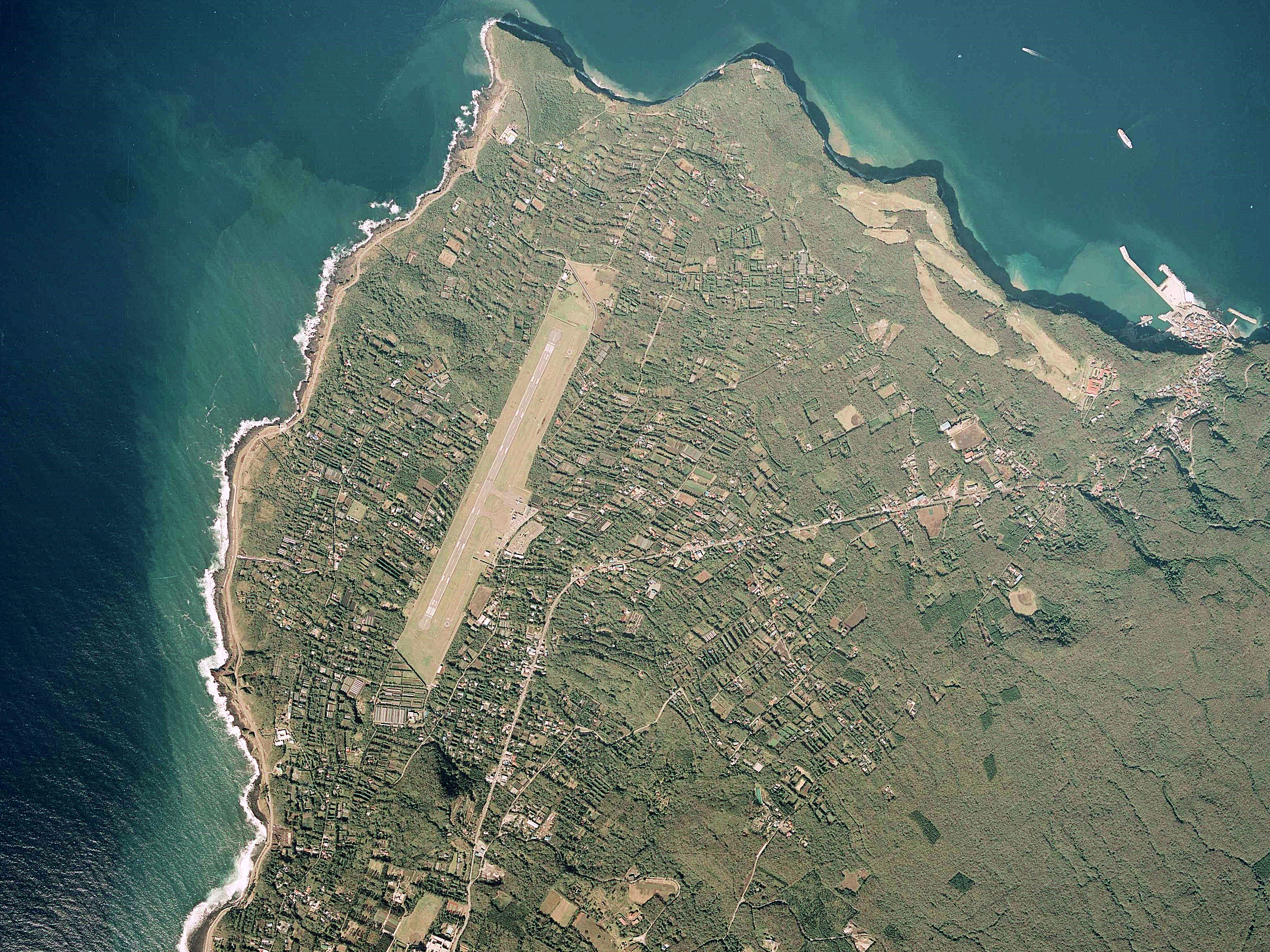
大島空港の旧滑走路空中写真（1990年撮影）
旧滑走路（1200m）は、新滑走路（1800m）の滑走路の北北西に並行して所在した。

- 1952年：大島飛行場として開港（当時は大島村の村営）。
- 1960年10月：東京 - 大島の定期便の運航開始[5]。
- 1964年6月：第三種空港の大島空港として滑走路1,200メートルにて供用開始。
- 2001年3月：北北西に約70 m移設した新滑走路（1,200×45 m）の運用が始まり、旧滑走路閉鎖。
- 2002年10月：新滑走路を1,800メートルに延長してジェット機の利用が可能に。新空港ターミナルビル供用開始。
- 2008年8月：羽田 - 大島線が1日1往復になる。
- 2009年
  - 10月：大島 - 八丈島線休止。羽田 - 大島線がDHC-8-300（Q300）での運航になる。
  - 月次不詳：新中央航空が1日3往復化を発表。
- 2014年3月30日：羽田 - 大島線がDHC-8-300（Q300）からボーイング737（ジェット機）の運航になる。
- 2015年10月25日：羽田 - 大島線運休[6]。
- 2023年4月：リモート空港化

## 施設
レストラン、売店、喫煙所、展望デッキなどがある。
宅配便、レンタカー案内所などはない。
- 公式サイトも参照。

## 運航路線
- 新中央航空（CUK）
  - 調布飛行場
- 東邦航空 （東京愛らんどシャトル）
  - 三宅島空港（当面、場外離着陸場発着にて運航）、利島

かつての定期就航路線
- 全日本空輸（ANA）
  - 東京国際空港（羽田空港）、八丈島空港

## アクセス
- 大島旅客自動車
  - 元町港、岡田港、大島公園発着の路線バスを運行。